# Żabieniec (Koejavië-Pommeren)
Żabieniec is een dorp in het Poolse woiwodschap Koejavië-Pommeren, in het district Aleksandrowski. De plaats maakt deel uit van de gemeente Bądkowo. Żabieniec ligt 38 km ten zuiden van de stad Toruń.